# DreamWorks Records
DreamWorks Records – amerykańska wytwórnia muzyczna założona w 1996 roku przez Davida Geffena, Stevena Spielberga oraz Jeffreya Katzenberga jako pododdział koncernu DreamWorks. W 2003 roku wytwórnię nabył koncern Universal Music Group (UMG). Rok później wytwórnia została włączona w skład Geffen Records, firmy należącej do UMG.
Nakładem DreamWorks Records ukazały się nagrania m.in. takich wykonawców i zespołów jak: The All-American Rejects, Ash, AFI, Alien Ant Farm, Jessica Andrews, Lisa Angelle, Tori Baxley, Blackstreet, Blinker the Star, Boomkat, Brand New, Tamar Braxton, Buckcherry, Canela, Elliott Smith, Josh Clayton-Felt, Citizen Cope, Dan Colehour, Scotty Emerick, Jimmy Fallon, Rick Ferrell, Floetry, John Fogerty, Forest for the Trees, Jeff Foxworthy, Nelly Furtado, Hanna-McEuen, Eric Heatherly, Hem, Dave Hollister, Hot Apple Pie, The Isley Brothers, Joanna Janét, Maria Jensen oraz Jimmy Eat World.
W latach 1998–2005 wytwórnia prowadziła pododdział - DreamWorks Nashville, którego nakładem ukazały się płyty m.in. takich wykonawców jak: Randy Travis, Toby Keith, Joanna Janet, Emerson Drive oraz Tracy Lawrence.